# ASP.NET
ASP.NET es un entorno para aplicaciones web desarrollado y comercializado por Microsoft. Los programadores o también diseñadores pueden utilizar este framework para construir sitios web dinámicos, aplicaciones web y servicios web. Apareció en enero de 2002 con la versión 1.0 del .NET Framework, y es la tecnología sucesora de la tecnología Active Server Pages (ASP). ASP.NET está construido sobre el Common Language Runtime, permitiendo a los programadores escribir código ASP.NET usando cualquier lenguaje admitido por el .NET Framework.

## Historia
Microsoft introdujo la tecnología llamada Active Server Pages en diciembre de 1996. Es parte de Internet Information Services (IIS) desde la versión 3.0 y es una tecnología de páginas activas que permite el uso de diferentes scripts y componentes en conjunto con el tradicional HTML para mostrar páginas generadas dinámicamente. La definición contextual de Microsoft es que "Las Active Server Pages son un ambiente de aplicación abierto y gratuito en el que se puede combinar código HTML, scripts y componentes ActiveX del servidor para crear soluciones dinámicas y poderosas para la web".
Después del lanzamiento del Internet Information Services 4.0 en 1997, Microsoft comenzó a investigar las posibilidades para un nuevo modelo de aplicaciones web que pudiera resolver las quejas comunes sobre ASP, especialmente aquellas con respecto a la separación de la presentación y el contenido y ser capaz de escribir código "limpio". A Mark Anders, un administrador del equipo de IIS y Scott Guthrie, quien se había unido a Microsoft en 1997 después de graduarse de la Universidad Duke, se les dio la tarea de determinar cómo debería ser ese modelo. El diseño inicial fue desarrollado en el curso de dos meses por Anders y Guthrie, y Guthrie codificó los prototipos iniciales durante las celebraciones navideñas de 1997.

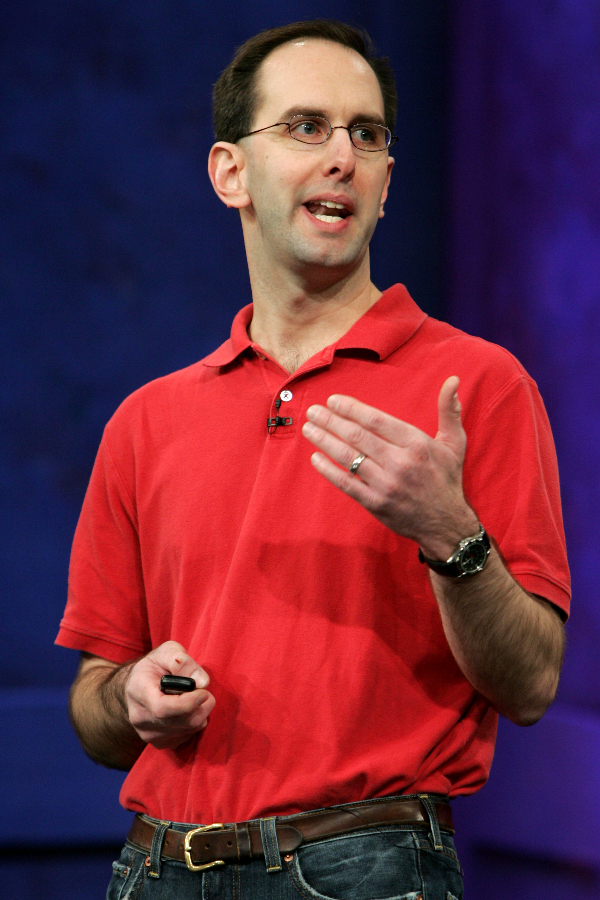
Scott Guthrie en 2007.

El prototipo inicial fue llamado "XSP"; Guthrie explicó en una entrevista en el año 2007 que, 

"People would always ask what the X stood for. At the time it really didn't stand for anything. XML started with that; XSLT started with that. Everything cool seemed to start with an X, so that's what we originally named it".
"La gente siempre se preguntaba qué significaba la X. En ese momento, realmente no significaba nada. XML comenzaba así, al igual que XSLT. Todo lo novedoso parecía empezar con una X, así que ese es el motivo por el que originalmente lo llamamos así."

El desarrollo inicial de XSP fue hecho usando Java, pero pronto se decidió construir una nueva plataforma sobre el Common Language Runtime (CLR), pues ofrecía un ambiente orientado a objetos, recolección de basura y otras características que fueron vistas como características deseables. Guthrie describió esta decisión como un "alto riesgo", pues el éxito de su nueva plataforma de desarrollo web estaría atado al éxito del CLR, que, como XSP, aún estaba en etapas tempranas de desarrollo, tanto así que el equipo XSP fue el primer equipo en Microsoft en enfocarse en el CLR.
Con el cambio al Common Language Runtime, XSP fue implementado en C# (conocido internamente como "Project Cool" pero mantenido en secreto para el público), y fue renombrado a ASP+, en este punto la nueva plataforma fue vista como el sucesor de Active Server Pages, y la intención fue proporcionar un medio fácil de migración para los desarrolladores ASP.
La primera demostración pública y la liberación de la primera beta de ASP+ (y el resto del .NET Framework) se realizó en el Microsoft's Professional Developers Conference (PDC) el 11 de julio de 2000 en Orlando. Durante la presentación de Bill Gates, Fujitsu demostró ASP+ usado en conjunción con COBOL, y el soporte para una variedad de otros lenguajes fue anunciada, incluyendo los nuevos lenguajes de Microsoft, Visual Basic .NET y C#, así como también el soporte por medio de herramientas de interoperabilidad para Python y Perl creadas por la empresa canadiense ActiveState.
Una vez que la marca ".NET" fue seleccionada en la segunda mitad del 2000. se cambió el nombre de ASP+ a ASP.NET. Mark Anders explicó en una aparición en The MSDN Show en ese año, 

"The .NET initiative is really about a number of factors, it’s about delivering software as a service, it's about XML and web services and really enhancing the Internet in terms of what it can do .... we really wanted to bring its name more in line with the rest of the platform pieces that make up the .NET framework."
"La iniciativa .NET comprende un número de factores, trata sobre la entrega de software como servicio, sobre XML y servicios web y la mejora real del Internet en términos de qué puede hacer... de verdad queremos llevar su nombre (de ASP+) mas alineado con el resto de las piezas de la plataforma que componen el .NET framework"

Después de cuatro años de desarrollo, y una serie de versiones de evaluación en los años 2000 y 2001, ASP.NET 1.0 fue liberado el 5 de enero de 2002 como parte de la versión 1.0 del .NET Framework. Incluso antes de su liberación, docenas de libros habían sido escritos sobre ASP.NET

## Características

### Páginas
Las páginas de ASP.NET, conocidas oficialmente como "web forms" (formularios web), son el principal medio de construcción para el desarrollo de aplicaciones web. Los formularios web están contenidos en archivos con una extensión ASPX; en jerga de programación, estos archivos típicamente contienen etiquetas HTML o XHTML estático, y también etiquetas definiendo Controles Web que se procesan del lado del servidor y Controles de Usuario donde los desarrolladores colocan todo el código estático y dinámico requerido por la página web. Adicionalmente, el código dinámico que se ejecuta en el servidor puede ser colocado en una página dentro de un bloque <% -- código dinámico -- %> que es muy similar a otras tecnologías de desarrollo como PHP, JSP y ASP, pero esta práctica es, generalmente, desaconsejada excepto para propósitos de enlace de datos pues requiere más llamadas cuando se genera la página.

ASP.NET no sólo funciona sobre el servidor de Microsoft IIS, también lo hace sobre Apache.

#### Formulario web de ejemplo
Este es un ejemplo que utiliza código "en línea", opuesto al código independiente (code-behind).
```
<
%@ Page Language="C#" %>

<!DOCTYPE html PUBLIC "-//W3C//DTD XHTML 1.0 Transitional//EN" 

"http://www.w3.org/TR/xhtml1/DTD/xhtml1-transitional.dtd">

<
script
 
runat
=
"server"
>

    
protected
 
void
 
Page_Load
(
object
 
sender
,
 
EventArgs
 
e
)

    
{

        
Label1
.
Text
 
=
 
DateTime
.
Now
.
ToLongDateString
();

    
}

</
script
>

<
html
 
xmlns
=
"http://www.w3.org/1999/xhtml"
 
>

<
head
 
runat
=
"server"
>

    
<
title
>
Página de Ejemplo
</
title
>

</
head
>

<
body
>

    
<
form
 
id
=
"form1"
 
runat
=
"server"
>

    
<
div
>

        
<
asp:Label
 
runat
=
"server"
 
id
=
"Label1"
 
/>

    
</
div
>

    
</
form
>

</
body
>

</
html
>

```

### El modelo Code-behind
Microsoft recomienda que para realizar programación dinámica se use el modelo code-behind, o de respaldo, que coloca el código en un archivo separado o en una etiqueta de script especialmente diseñada. Los nombres de los archivos code-behind están basados en el nombre del archivo ASPX tales como MiPagina.aspx.cs o MiPagina.aspx.vb (esta práctica se realiza automáticamente en Microsoft Visual Studio y otros entornos de desarrollo). Cuando se usa este estilo de programación, el desarrollador escribe el código correspondiente a diferentes eventos, como la carga de la página, o el clic en un control, en vez de un recorrido lineal a través del documento.
El modelo code-behind de ASP.NET marca la separación del ASP clásico y alienta a los desarrolladores a construir aplicaciones con la idea de presentación y contenido separados en mente. En teoría, esto permite a un diseñador web, por ejemplo, enfocarse en la creación del diseño con menos posibilidades de alterar el código de programación mientras lo hace. Esto es similar a la separación en el Modelo Vista Controlador

#### Ejemplo
```
<
%@ Page Language="C#" CodeFile="EjemploCodeBehind.aspx.cs" Inherits="SitioWeb.EjemploCodeBehind" 
AutoEventWireup="true" %>

```

La etiqueta superior es colocada al inicio del archivo ASPX. La propiedad CodeFile de la directiva @ Page especifica qué archivo (.cs o .vb) contiene el código code-behind mientras que la propiedad Inherits especifica la clase de la cual deriva la página. En este ejemplo, la directiva @ Page está incluida en EjemploCodeBehind.aspx y el archivo EjemploCodeBehind.aspx.cs contendrá el código para esta página:
```
using
 
System
;

namespace
 
SitioWeb

{

	
public
 
partial
 
class
 
EjemploCodeBehind
:
 
System
.
Web
.
UI
.
Page

	
{

		
protected
 
void
 
Page_Load
(
object
 
sender
,
 
EventArgs
 
e
)

		
{

		
}

	
}

}

```

En este caso, el método Page_Load() será llamado cada vez que la página ASPX sea solicitada al servidor. El programador puede implementar manejadores de eventos en varias etapas del proceso de ejecución de la página..

### Controles de usuario
ASP.NET permite la creación de componentes reutilizables a través de la creación de Controles de Usuario (User Controls). Un control de usuario sigue la misma estructura que un formulario web, excepto que los controles derivan de la clase System.Web.UI.UserControl, y son almacenados en archivos ASCX. Como los archivos ASPX, un ASCX contiene etiquetas HTML o XHTML, además de etiquetas para definir controles web y otros controles de usuario. También pueden usar el modelo code-behind.
Los programadores pueden agregar sus propias propiedades y métodos, y manejadores de eventos. Un mecanismo de eventos en burbuja proporciona la capacidad de pasar un evento disparado por un control de usuario a la página que lo contiene .

### Administración del estado
Las aplicaciones ASP.NET son alojadas en un servidor web y se tiene acceso a ellas mediante el protocolo sin estado HTTP, que no guarda ninguna información sobre conexiones anteriores. Por lo tanto, si la aplicación requiere interacción entre conexiones, tiene que implementar su propia administración del estado. ASP.NET proporciona varias maneras de administrar el estado de las aplicaciones ASP.NET.

#### Estado de la aplicación
El estado de la aplicación (Application state) es una colección de variables definidas por el usuario que son compartidas por todas las invocaciones de una aplicación ASP.NET. Estas son establecidas e inicializadas cuando el evento Application_OnStart se dispara en la carga de la primera instancia de las aplicaciones y están disponible hasta que la última instancia termina. Las variables de estado o variables de sesión de la aplicación son identificadas por nombres.

#### Estado de la sesión
El estado de la sesión (Session state) es una colección de variables definidas por el usuario, las cuales persisten durante la sesión de un usuario. Estas variables son únicas para diferentes instancias de una sesión de usuario, y son accedidas usando la colección Session. Las variables de sesión pueden ser preparadas para ser automáticamente destruidas después de un determinado tiempo de inactividad, incluso si la sesión no ha terminado. Del lado del cliente, una sesión de usuario es identificada por una cookie o codificando el ID de la sesión en la misma URL.
ASP.NET proporciona tres modos de persistencia para variables de sesión:
InProcLas variables de sesión son mantenidas dentro del proceso. Sin embargo, en este modo, las variables son destruidas cuando el proceso ASP.NET es reciclado o terminado.
StateServerEn este modo, ASP.NET ejecuta un servicio de Windows separado que mantiene las variables de estado. Como esta administración de estado ocurre fuera del proceso ASP.NET, tiene un impacto negativo en el rendimiento, pero permite a múltiples instancias de ASP.NET compartir el mismo estado del servidor, permitiendo que una aplicación ASP.NET pueda tener su carga balanceada y escalada en múltiples servidores. También, como el servicio de administración del estado se ejecuta independiente de ASP.NET, las variables pueden persistir a través de las finalizaciones del proceso ASP.NET.
SqlServerEn este modo, las variables de estado son almacenadas en un servidor de base de datos, accesible usando SQL. Las variables de sesión pueden persistir a través de finalizaciones de procesos también en este modo.

#### Estado de la vista
El estado de la vista (View state) se refiere al mecanismo de administración de estado a nivel de página, que es utilizado por las páginas HTML generadas por las aplicaciones ASP.NET para mantener el estado de los controles de los formularios web y los widgets. El estado de los controles es codificado y mandado al servidor en cada envío del formulario en un campo oculto conocido como __VIEWSTATE. El servidor envía de regreso las variables para que cuando la página sea renderizada de nuevo, los controles volverán a su último estado. Del lado del servidor, la aplicación puede cambiar el estado de la vista, si los resultados del procesamiento actualizan el estado de cualquier control. El estado de los controles individuales son decodificados en el servidor, y están disponibles para su uso en ASP.NET usando la colección ViewState.

### Motor de plantillas
Al ser liberado, ASP.NET carecía de un motor de plantillas. Debido a que .NET framework es orientado a objetos y permite herencia, muchos desarrolladores podrían definir una nueva clase que herede desde "System.Web. UI.Page", escribir métodos en ella que generen HTML y hacer que las páginas de su aplicación hereden de esta clase. Aunque esto permite que haya elementos comunes dentro de un sitio web, añade complejidad y mezcla código fuente con lenguaje de etiquetas. Además, este método puede visualizarse únicamente al ejecutar la aplicación, no mientras se está diseñando. Otros desarrolladores usan la inclusión de archivos y otros trucos para evitar la implementación de enlaces de navegación y otros elementos en cada página. 
ASP.NET 2.0 presentó el concepto de página maestra (Master Page), que permite el desarrollo de páginas basado en plantillas web. Una aplicación web puede tener una o más páginas maestras, las cuales pueden ser anidadas. Las plantillas maestras contienen controles contenedores, llamados ContentPlaceHolders para indicar donde irá el contenido dinámico, además de HTML y JavaScript que será compartido a través de las páginas hijas.
Las páginas hijas también usan esos controles ContentPlaceHolder, que deben ser relacionados con el ContentPlaceHolder de la página maestra que contiene a esta página hija. El resto de la página está definido por las partes compartidas de la página maestra. Todo el lenguaje de marcado y controles de servidor en la página de contenido deben ser colocadas dentro del control ContentPlaceHolder.
Cuando una solicitud es hecha por una página de contenido, ASP.NET mezcla la salida de la página de contenido con la salida de la página maestra, y envía el resultado al usuario.
La página maestra permanece completamente accesible a la página del contenido. Esto significa que la página de contenidos puede manipular los encabezados, cambiar el título, configurar la caché, etc. Si la página maestra expone propiedades públicas o métodos, el contenido de la página puede utilizar estos también.
Hoy en día con el nuevo producto de Microsoft WebMatrix, se dio a conocer el nuevo motor de plantillas conocido como Razor. Ya antes el IDE de Visual Studio incluía otros motores. Facilitando a las páginas ASP.NET Modelo Vista Controlador.

### Otros archivos
Otras extensiones de archivo asociadas con las diferentes versiones de ASP.NET incluyen:
| Extensión | Versión requerida | Descripción |
| --------- | ----------------- | --- |
| asax      | 1.0               | Global.asax, usada para la lógica a nivel de aplicación |
| ascx      | 1.0               | Controles de usuario web: Controles personalizados para ser colocados en páginas web |
| ashx      | 1.0               | Manejadores HTTP personalizados |
| asmx      | 1.0               | Páginas de servicios web |
| axd       | 1.0               | Cuando está habilitado en el web.config la solicitud de trace.axd genera trazas de salida a nivel de aplicación. También es usado para el manejador especial webresource.axd que permite a los desarrolladores de controles/componentes empacar un control/componente con imágenes, script, CSS, etc. para el desarrollo de un archivo único (un 'ensamblado') |
| browser   | 2.0               | Archivos de capacidades del navegador almacenadas en formato XML; introducido en la versión 2.0. ASP.NET incluye muchos de estos por defecto, para admitir a los navegadores web comunes. Estos especifican que navegadores tienen que capacidades, así que ASP.NET 2 puede automáticamente personalizar y optimizar su salida de acuerdo al navegador. Los archivos especiales .browser están disponibles en descarga libre para manejar, por ejemplo, el validador de la W3C. Reemplaza la sección BrowserCaps que se encontraba en el archivo machine.config en ASP.NET 1.x |
| config    | 1.0               | web.config es el único archivo en una aplicación web especifica que usa esta extensión por defecto (machine.config tiene efectos similares en un servidor web y todas las aplicaciones en el), sin embargo ASP.NET proporciona la facilidad de crear y utilizar otros archivos config. Son almacenados en formato XML |
| cs/vb     | 1.0               | Archivos de código fuente (cs indica C#, vb indica Visual Basic). Los archivos code-behind predominantemente tienen la extensión ".aspx.cs" o ".aspx.vb" para los dos lenguajes más comunes. Otros archivos de código (que frecuentemente contienen bibliotecas de clases) pueden también existir en las carpetas web con las extensiones cs/vb. En ASP.NET 2 estos deberían estar colocados dentro de la carpeta App_Code donde son dinámicamente compilados y están disponibles para toda la aplicación                                                                      |
| dbml      | 3.5               | Archivo de clases de datos LINQ a SQL |
| master    | 2.0               | Archivo de página maestra |
| resx      | 1.0               | Archivos de recursos para localización y globalización. Los archivos de recursos pueden ser globales (por ejemplo, mensajes) o locales, que están hechos específicamente para un solo archivo aspx o ascx. |
| sitemap   | 2.0               | Archivos de configuración sitemap |
| skin      | 2.0               | Archivos de temas |
| svc       | 3.0               | Archivos de servicio de Windows Communication Foundation |

### Estructura de directorios
En general, la estructura de directorios de ASP.NET puede ser determinada por las preferencias del desarrollador. Aparte de unos pocos nombres de directorios reservados, el sitio puede expandirse a cualquier número de directorios. La estructura es típicamente reflejada directamente en las urls. 
Los nombres de directorios especiales (a partir de ASP.NET 2.0 son):
App_BrowsersContiene archivos de definición específicos para navegadores.
App_CodeEs un directorio para códigos. El servidor ASP.NET automáticamente compilará los archivos (y subdirectorios) en esta carpeta en un ensamblado que es accesible desde cualquier página del sitio. App_Code es típicamente usada para código de acceso a datos, código de modelo o código de negocios. También cualquier manejador http específico para el sitio e implementación de módulos y servicios web van este directorio. Como alternativa a utilizar App_Code el desarrollador puede optar por proporcionar un ensamblado independiente con código precompilado.
App_DataDirectorio por defecto para las base de datos, tales como archivos mdb de Microsoft Access y archivos mdf de Microsoft SQL Server. Este directorio es usualmente el único con permisos de escritura en la aplicación.
App_LocalResourcesContiene archivos de recursos localizados para páginas individuales del sitio.
App_GlobalResourcesContiene archivos resx con recursos localizados disponibles para cada página del sitio. Este es donde el desarrollador ASP.NET típicamente almacenara mensajes que serán usados en más de una página.
App_Themesusado para temas alternativos del sitio.
App_WebReferencesUsado para archivos de descubrimiento y archivos WSDL para referencias a servicios web para ser consumidos en el sitio.
BinContiene código compilado (archivos .dll) para controles, componentes, y otro código que pueda ser referenciado por la aplicación. Cualquier clase representada por código en la carpeta Bin es automáticamente referenciada en la aplicación. Son archivos o librerías que tienen como principal acción ejecutar una función cuando estas son llamadas o se invocan.

## Evolución respecto al ASP clásico
En el modelo de desarrollo web basado en páginas activas, la programación ASP actual tiene diversas limitaciones:
- Para que todo ocurra en una página web, es habitual escribir una gran cantidad de código para resolver necesidades sencillas. ASP.NET incorpora un modelo declarativo a la programación web: los controles de servidor funcionan en una página Web simplemente declarándolos. Cuando se carga la página ASP.NET, se instancian los controles listados en la página ASP y es responsabilidad del control emitir código HTML que el navegador pueda entender.

- ASP clásico es un tanto desorganizado. En una página ASP podemos incluir casi todo: HTML plano, código script, objetos COM y texto. No hay una distinción formal entre el contenido de una página y su comportamiento: simplemente, insertamos código en la página, y a ver qué pasa. ASP.NET impone un cierto orden sobre el modelo de programación estándar ASP. En cierto modo, esta "desorganización" puede evitarse fácilmente usando el sentido común y algunas de las nuevas tecnologías. Por ejemplo, podemos escribir en nuestras páginas ASP únicamente código VBScript. Dicho código generaría un mensaje XML, que luego sería interpretado por un archivo XSLT. De esta forma conseguimos evitar el llamado "código spaguetti", aumentando la claridad del código y la velocidad de ejecución de las páginas ASP. Sin embargo, en la medida en que el programador deba trabajar con código escrito por otros, se enfrentará a menudo con las malas prácticas que son en gran medida acentuadas por la permisividad del ASP clásico.

- La tercera limitación en el desarrollo con ASP es que con el tradicional utilizamos lenguajes de scripting no tipados como VBScript o JScript. Podemos instalar otros motores de scripting que impongan verificación de tipos; sin embargo, no son universalmente conocidos o utilizados como los anteriores. ASP.NET claramente separa la porción basada en script de una página web de su contenido.

- ASP.Net, puede decirse que es un nuevo nivel de abstracción en la construcción de sitios web, porque se pueden crear rápidamente aplicaciones web, basándose en los controles incluidos en el frameWork o muchos gratuitos que hay en la red, ocultando el código de mucho Ej: Puedes crear fácilmente un grid o tabla, y esta se auto-ordena, página, etc, obteniendo sus datos desde cualquier base de datos. Incluye una gran herramienta para la construcción de reportes, y esto incluyen medios automáticos para exportarlos a XLS o PDF, y de igual forma incluye CristalReport. Además permite separar completamente la interfaz de la lógica de negocio. Excelente para desarrollo de aplicaciones multicapas.

- Es muy sencilla la creación de páginas con AJAX, sólo incluyendo unos controles, así como descargar gratuitamente el ToolKit de ASP.Net Ajax.

## Extensiones

### ASP.NET AJAX
ASP.NET AJAX, anteriormente llamado Atlas, es un conjunto de extensiones para ASP.NET desarrollado por Microsoft para implementar la funcionalidad de Ajax.
ASP.NET AJAX fue liberado en enero de 2007 después de un largo periodo de pruebas. Fue subsecuentemente incluido con la versión 3.5 del .NET Framework, que fue liberada junto con Visual Studio 2008 en noviembre de 2007.

### ASP.NET MVC Framework
Es una extensión de páginas ASP.NET utilizando la arquitectura MVC.

#### ASP.NET Razor
También conocido como ASP.NET Web Pages, es una alternativa a Web Forms diseñada para ser utilizada con MVC.

### ASP.NET Dynamic Data
Es un Framework inspirado en Ruby on Rails para la plataforma de Microsoft, que viene como una extensión de ASP.NET, que se puede utilizar para construir aplicaciones web orientadas a los datos. Expone las tablas de una base de datos mediante la codificación en la URI del servicio web ASP.NET, y los datos de la tabla se representan automáticamente a HTML. El proceso de renderizado se puede controlar con el uso de plantillas de diseño personalizadas. Internamente, se descubre el esquema de base de datos mediante el uso de los metadatos de la base de datos.

### ASP.NET Web API
Es un API HTTP para exposición de servicios Web RESTful.

### ASP.NET SignaIR
Es una nueva biblioteca para desarrolladores ASP.NET que hace el desarrollo Web en tiempo real funcionalmente fácil. Permite una comunicación bidireccional entre el cliente y el servidor. Los servidores ahora pueden insertar el contenido a los clientes conectados al instante cuando estén disponible. Soporta Web Sockets. Incluye APIs para la gestión de la conexión (por ejemplo, conectar y desconectar eventos), agrupación de conexiones y autorización.

## Modelos de programación en ASP.NET
Actualmente, ASP.NET soporta tres modelos de programación: ASP.NET Web Forms, ASP.NET MVC y ASP.NET Web Pages. Aunque los tres modelos de programación se ejecutan sobre la misma base de ASP.NET, cada uno de ellos estructura la aplicación de maneras completamente distintas, promueve metodologías de desarrollo diferentes y se adapta a perfiles de desarrolladores distintos. Algunas características que son virtudes en unos modelos de programación, pueden ser consideradas debilidades en el otro. ¿Qué es más importante, desarrollar a un gran nivel de abstracción o tener control total cada uno de los aspectos de la aplicación? Simplicidad vs. Control. Flexibilidad vs. Eficiencia. Estas son las compensaciones que hay que baremar a la hora de elegir. En esta serie de artículos repasaremos las diferencias entre los tres modelos de programación, y los escenarios favorables a cada uno de ellos.
Es importante recalcar que el hecho de elegir uno de los modelos de programación al comenzar un proyecto de ASP.NET no excluye necesariamente a los otros, sino que es posible tener aplicaciones “híbridas” y en muchos casos tendrá todo el sentido desarrollar ciertas partes de la aplicación con un modelo de programación y otras partes con otro modelo distinto.
ASP.NET Web Forms fue el primero de los tres modelos de programación en existir, y proporciona un gran nivel de abstracción con un modelo de programación familiar basado en eventos y controles que favorece la productividad mediante la programación declarativa reduciendo la cantidad de código necesaria para implementar una determinada funcionalidad.
ASP.NET MVC se concibió como alternativa a Web Forms y proporciona un modelo de programación basado en el popular patrón de arquitectura MVC. Entre sus principales características destacan su completa integración con pruebas unitarias y su separación más clara entre la lógica de presentación, la lógica de negocio y la lógica de acceso a datos.
Comunidad ASP.NET MVC en español: https://groups.google.com/d/forum/mundoaspnetmvc
ASP.NET Web Pages es el más reciente de los tres modelos de programación, y fue creado como respuesta a una creciente demanda de desarrolladores web sin experiencia previa con ASP.NET, cuya iniciación en ASP.NET Web Forms o MVC les suponía una inversión inicial de tiempo demasiado grande. Web Pages proporciona un modelo de programación más simple y rápido de aprender, sin renunciar a toda la funcionalidad y flexibilidad de ASP.NET.

## Uso actual del lenguaje
En la actualidad una aplicación .NET puede ejecutarse de dos formas distintas:
Aplicaciones cliente/servidor:
Estas aplicaciones están típicamente en formato de ejecutables compilados. Estos pueden integrar toda la riqueza de una interfaz de usuario, tal es el caso de las aplicaciones de desempeño y productividad, pero no se reúne la lógica de negocio como un recurso que se pueda reutilizar. Además acostumbran ser menos gestionables y escalables que las demás aplicaciones. 
Aplicaciones que utilizan el navegador:
Dichas aplicaciones están caracterizadas por contar con una interfaz de web rica y muy útil. La interfaz gráfica integra varias tecnologías, las cuales son el HTML, XHTML, scripting, etc; siempre y cuando el navegador que se esté utilizando soporte estas tecnologías.